# Oneonta (New York)
Oneonta is een plaats (city) in de Amerikaanse staat New York en valt bestuurlijk gezien onder Otsego County.

## Demografie
Bij de volkstelling in 2000 werd het aantal inwoners vastgesteld op 13.292.
In 2006 is het aantal inwoners door het United States Census Bureau geschat op 13.238, een daling van 54 (-0,4%).

## Geografie
Volgens het United States Census Bureau beslaat de plaats een oppervlakte van
11,4 km², geheel bestaande uit land. Oneonta ligt op ongeveer 347 m boven zeeniveau.

## Onderwijs
- Hartwick College, particulier liberal arts college
- State University of New York

## Geboren in Oneonta
- Jerry Jeff Walker (1942-2020), countryzanger
- Lev Gorn (1971), acteur

## Plaatsen in de nabije omgeving
De onderstaande figuur toont nabijgelegen plaatsen in een straal van 20 km rond Oneonta.